# Pieter Both
Pieter Both (Amersfoort; 1568 - 6 de marzo de 1615) fue el primer Gobernador general de las Indias Orientales Neerlandesas

## Biografía
No se sabe mucho de sus primeros años. En 1599, Both ya era almirante en la Brabant Company. En ese año, viajó a las Indias Orientales con cuatro barcos. Cuando la Compañía Neerlandesa de las Indias Orientales recién fundada estableció un gobierno para las Indias Orientales Neerlandesas, Pieter Both fue invitado a convertirse en Gobernador General. Ocupó ese cargo desde el 19 de diciembre de 1610 hasta el 6 de noviembre de 1614. Durante ese período firmó contratos con las Molucas, conquistó Timor y expulsó a los españoles de Tidore.
Después de renunciar a su cargo de gobernador general para otorgárselo a Gerard Reynst, se fue a los Países Bajos con cuatro barcos. Dos de los barcos naufragaron en Mauricio y Pieter Both se ahogó. 
La segunda montaña más alta de Mauricio se llama Pieter Both en honor a él.